# Троянець (Логойський район)
Троянець — (біл. вёска Траянец), село (веска) в складі Логойського району розташоване в Мінській області Білорусі, підпорядковане Нестановицькій сільській раді.
Село Троянець розташоване в центральних районах Білорусі, в північній частині Мінської області - орієнтовне розташування.